# Concierto para orquesta (Lutosławski)
El concierto para orquesta del compositor polaco Witold Lutosławski fue escrito entre los años 1950 y 1954, a iniciativa del director artístico de la Orquesta Filarmónica de Varsovia, Witold Rowicki, a quien está dedicado. Tiene tres movimientos, que duran alrededor de 30 minutos y constituyen el último peldaño y un logro notable del compositor en el período folclórico de su obra. Ese período, inspirado por la música de la región Kurpie, se inició alrededor de 1939 o antes. Luego de escribir varias pequeñas piezas folclóricas para varios instrumentos y sus combinaciones (piano, clarinete con piano, grupo de cámara, orquesta sinfónica, voz con orquesta), Lutosławski decidió usar esa experiencia de estilización del folclore polaco en una obra mayor. Sin embargo, el concierto para orquesta difiere de las obras tempranas de Lutosławski no sólo en su mayor extensión, sino también en que lo que se toma del folclore son sólo temas melódicos. El compositor los amolda a una realidad diferente, les da nuevas armonías y agrega contrapuntos atonales, convirtiéndolos en formas neobarrocas. Así, la obra podría clasificarse tanto en el nacionalismo como en el neoclasicismo.
Los tres movimientos son:
1. Intrada — sobre un repetitiva y pesado Fa# en timbales y contrabajos, se desarrolla una suerte de obertura extendida con dos temas, uno de ellos inspirado al parecer en una canción de la región de Mazovia.
2. Capriccio notturno ed Arioso — el Capriccio (capricho) es un scherzo virtuoso y aéreo, cuyo tem principal es tocada por el violín. Es seguido por un expresivo Arioso que comienza en los metales.
3. Passacaglia, Toccata a Corale — en tres partes: siendo la Passacaglia un grupo de variaciones sobre un tema brooding tocado por los contrabajos; seguido por una vivaz y dinámica Toccata; y redondeada por un coral (instrumental).

La segunda aparición del Coral es un finale solemne para la monumental obra. El material del coral fue tomado de una colección del siglo XIX compilada por el etnólogo polaco Oskar Kolberg.
La obra fue estrenada en Varsovia el 26 de noviembre de 1954, y fue la responsable de dar a conocer a Lutosławski en Occidente. Sin embargo, luego de derivar hacia un estilo marcado profundamente por la música aleatoria, a inicios de los años 1960, Lutosławski intentó tomar distancia de la pieza.
La partitura fue publicada por Chester Music.